# Chrysoglyphe
Chrysoglyphe is een geslacht van vliesvleugeligen uit de familie Pteromalidae. De wetenschappelijke naam van dit geslacht is voor het eerst geldig gepubliceerd in 1894 door Ashmead.

## Soorten
Het geslacht Chrysoglyphe omvat de volgende soorten:
- Chrysoglyphe albipes Ashmead, 1894
- Chrysoglyphe apicalis Ashmead, 1894
- Chrysoglyphe myiobora Gordh, 1977